# Salsola kalaharica
Salsola kalaharica är en amarantväxtart som beskrevs av Viktor Petrovitj Botjantsev. Salsola kalaharica ingår i släktet sodaörter, och familjen amarantväxter. Inga underarter finns listade i Catalogue of Life.